# 北畠安五郎
北畠 安五郎（きたばたけ やすごろう、 1875年〈明治8年〉9月 - 1933年〈昭和8年〉）は、明治から昭和期の実業家、日本エナメル株式会社（現・タカラスタンダード）創業者。旧姓、河合。兄は、佐藤達次郎（初代東京医学専門学校長・第3代順天堂医院長・初代順天堂医科大学長）。

## 人物・経歴
1875年（明治8年）9月、河合貞輔の三男として、東京府で生まれる。後に北畠市郎右衞門の養子となる。
その後、立教専修学校（現・立教大学）で修学。
1906年（明治39年）、東京帝国大学医科大学薬学科を卒業。
卒業した後、ドイツに留学し、そこでホーローに出会う。
日本に帰国後、西欧の製品に劣らないホーロー製品をつくろうと、1912年（明治45年）5月、日本エナメル株式会社（現・タカラスタンダード）を設立。生産開始にあたってドイツからホーロー技師を招き、品質の高いホーロー製品の生産に成功する。北畠は、同社創業者として専務取締役を務めた。
塩野長次郎（塩野義商店〈現・塩野義製薬〉副社長）は、東京帝大薬学科出身のため親交があり、日本エナメル創業後も相談を行う仲だった。また、1910年（明治43年）に塩野は塩野製薬所を淀川河畔に開設したが、2年間製薬所は赤字続きの状況にあった。そこで、1911年（明治44年）に北畠は同じく同学科出身の近藤平三郎（薬学者）を塩野に紹介して、近藤は塩野義商店の顧問に就任し、公務の傍ら製品の開発を行った。

## 主な著作
- 『輸出琺瑯鐵器製造工業の現状に就て』大日本窯業協會雑誌（35巻409号）1927年

## 親族
- 兄・佐藤達次郎 - 河合貞輔の二男、順天堂堂主の佐藤進の養子、初代東京医学専門学校長、第3代順天堂医院長、初代順天堂医科大学長